# Great and Little Hampden
Great and Little Hampden est une paroisse civile du Buckinghamshire, en Angleterre.